# 国鉄ホキ5400形貨車
国鉄ホキ5400形貨車（こくてつホキ5400がたかしゃ）は、かつて日本国有鉄道（国鉄）及び1987年（昭和62年）4月の国鉄分割民営化後は日本貨物鉄道（JR貨物）に在籍したホッパ車である。

## 概要
本形式は、1961年（昭和36年）2月7日に川崎車輛にて13両（ホキ5400 - ホキ5412）が製造されたドロマイト専用の 35 t 積私有貨車である。
所有者は、磐城セメントの1社のみであり、常備駅は東武鉄道会沢線の上白石駅であった。その後1963年（昭和38年）10月1日に社名が住友セメントに変更された。
1ロットのみの製造であったため形態の変化のない形式であった。荷役方式は、上入れ、自重落下底開き式の下出し方式である。台車はベッテンドルフ式のTR41Cであり、車輪が巻き上げた泥が取出口に付着するのを防ぐため、台車脇に大型の泥除けが設けられている。
全長は10,200 mm、全幅は2,550 mm、全高は3,430 mm、台車中心間距離は6,100 mm、実容積は22.0 m3、自重は15.0 t、換算両数は積車5.0、空車1.6である。
1987年（昭和62年）4月の国鉄分割民営化時には全車の車籍がJR貨物に継承されたが、1989年（平成元年）11月27日に全車一斉に廃車となり形式消滅した。